# Mariscal Francisco Solano López
Mariscal Francisco Solano López, il cui nome è spesso abbreviato in Mariscal López, è un centro abitato del Paraguay, situato nel dipartimento di Caaguazú. Forma uno dei 21 distretti del dipartimento.

## Popolazione
Al censimento del 2002 la località contava una popolazione urbana di 633 abitanti (7.330 nel distretto).

## Caratteristiche
Ubicata tra i fiumi Acaray, Monday-mí e Yguazú, Mariscal Francisco Solano López è stata elevata alla categoria di distretto nel 1987. Gli abitanti si dedicano prevalentemente all'agricoltura e all'allevamento.